# HD 52913
HD 52913，又名BD+09 1496，SAO 114835、HR 2647，是一颗恒星，视星等为5.97，位于銀經206.1，銀緯6.77，其B1900.0坐标为赤經6h 57m 49.8s，赤緯+9° 6.77′ 1″。